# Красносельский район (Ленинградская область)
Красносельский район — административно-территориальная единица в составе Ленинградской области, существовавшая с 1936 по 1954 годы.
Административный центр — город Красное Село.
Площадь территории — 554 км². Население — 34961 чел. (1949 год; 128905 чел. в 1939 году, 8116 чел. в 1945 году).

## Образование района
Красносельский район образован постановлением Президиума ВЦИК от 16 августа 1936 года, одновременно с упразднением Ленинградского Пригородного района. В состав района вошла юго-западная часть упразднённого района. По территории Красносельский район примерно соответствовал существовавшему в 1927—1930 годах Урицкому району.

## Административное деление
При образовании района в его состав были включены города Красное Село и Урицк и следующие сельсоветы:
- Володарский
- Дудергофский (финский)
- Заводский
- Кипенский
- Лиговский
- Пановский
- Разбегаевский (финский)
- Ропшинский
- Русско-Высоцкий
- Стрельнинский
- Финно-Высоцкий (финский)
- Шунгоровский (финский)[3].

Постановлением Президиума ВЦИК от 5 июля 1937 года дачный посёлок Володарский отнесён к категории рабочих посёлков.
Указом Президиума Верховного Совета РСФСР от 27 ноября 1938 года селение Лигово Красносельского района было отнесено к категории рабочих посёлков. В черту рабочего посёлка Лигово были включены дачные посёлки Княжево, Красненькое, III Интернационала, населённые пункты Дачное, Ульянка, Новознаменка, Кировский рабочий городок, 3-й жилгородок Экспортлеса, улица Стачек от границы Кировского района Ленинграда, деревня Лигово, территория завода «Пишмаш». Одновременно упразднён Лиговский сельсовет. Этим же Указом к категории рабочих посёлков был отнесён посёлок Дудергоф.
Постановлением Президиума Леноблисполкома от 14 апреля 1939 года в рамках ликвидации национальных административных единиц упразднён Разбегаевский сельсовет, его территория передана в состав Заводского сельсовета. Одновременно в состав Красносельского района (Дудергофский сельсовет) включена часть территории упразднённого Талликовского сельсовета Слуцкого района.
Указом Президиума Верховного Совета РСФСР от 23 июня 1939 года в состав Красносельского района включён Витинский сельсовет, переданный из Красногвардейского района.
Указом Президиума Верховного Совета РСФСР от 19 сентября 1939 года упразднён Дудергофский сельсовет, а Шунгоровский и Финно-Высоцкий сельсоветы лишены статуса национальных финских. Постановлением Президиума Ленинградского облисполкома от 20 октября 1939 года на территории бывшего Дудергофского сельсовета были образованы Горский и Первомайский сельсоветы.
К началу Великой Отечественной войны Красносельский район состоял из двух городов, трёх рабочих посёлков и 11 сельсоветов — Витинского, Горского, Заводского, Кипенского, Пановского, Первомайского, Ропшинского, Русско-Высоцкого, Стрельнинского, Финно-Высоцкого и Шунгоровского. После окончания войны были упразднены Стрельнинский и Пановский сельсоветы.
Указом Президиума Верховного Совета СССР от 27 января 1944 года рабочий посёлок Дудергоф был переименован в рабочий посёлок Нагорный. В 1950 году он был вновь переименован в рабочий посёлок Можайский.
Указом Президиума Верховного Совета РСФСР от 12 июня 1950 года город Урицк и рабочий посёлок Лигово были переданы в подчинение Кировскому райсовету города Ленинграда, рабочий посёлок Володарский — в подчинение Петродворцовому райсовету Ленинграда.

## Упразднение района
Район был упразднён Указом Президиума Верховного Совета РСФСР от 14 декабря 1955 года, его территория вошла в состав Ломоносовского района. В настоящее время в составе Ломоносовского района остаётся только западная часть бывшего Красносельского района, а восточная часть входит в городскую черту Санкт-Петербурга.